# Palatul Biebrich

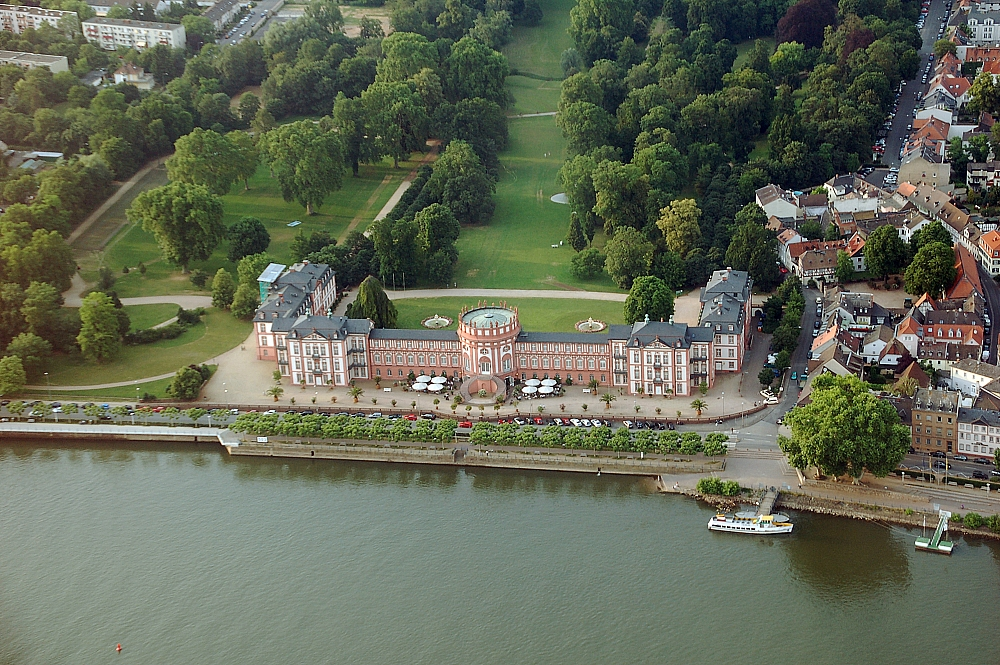
Palatul Biebrich

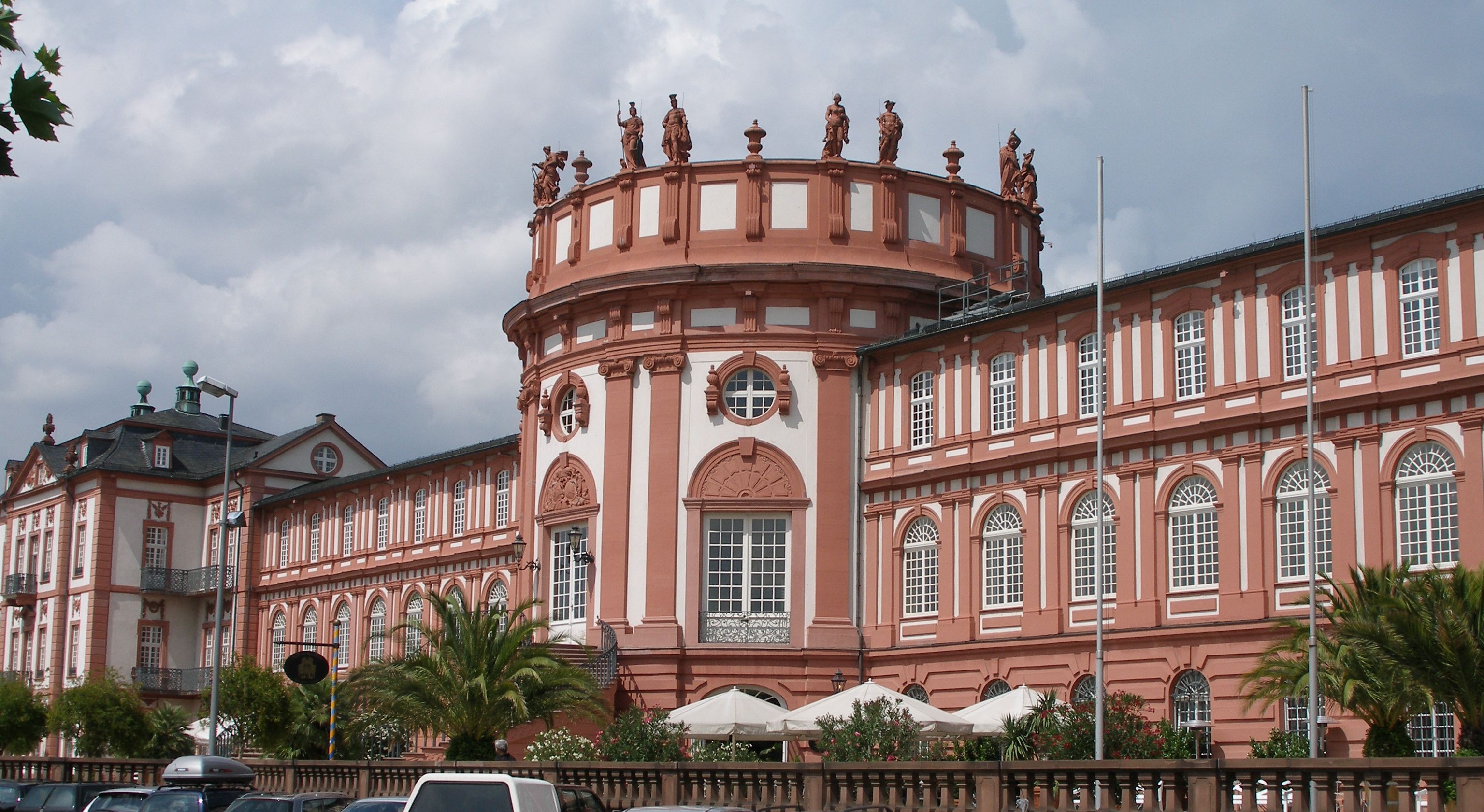
Palatul Biebrich

Palatul Biebrich (în germană: Biebricher Schloss, palatul din cartierul Biebrich) a fost construit în stil baroc între anii 1700 - 1750 și a servit ca reședință a familiei nobiliare din Casa Nassau, înainte ca aceștia să se mute în Palatul Wiesbaden. El este amplasat direct la Rin în orașul Wiesbaden în cartierul Wiesbaden-Biebrich. Palatul dispune de un parc impresionant. În fiecare an la rusalii au loc în parcul palatului turnire internaționale renumite de călărie.